# 숭선로
 숭선로(Sungseon-ro)는 경상북도 구미시 고아읍에서 구미시 해평면 오상삼거리까지 이어주는 도로이다.

## 주요 경유지
경상북도
- 구미시 (고아읍 . 해평면)

## 노선
| 이름        | 접속 노선                    | 소재지 | 소재지 | 비고 |
| ----------- | ---------------------------- | ------ | ------ | ---- |
| (이름없음)  | 선산대로                     | 구미시 | 고아읍 |      |
| 항곡 교차로 | 국도 제33호선 (구미우회도로) | 구미시 | 고아읍 |      |
| 숭선대교    |                              | 구미시 | 고아읍 |      |
|             | 해평면                       | 구미시 |        |      |
| 길수 교차로 | 국도 제25호선 (낙동대로)     | 구미시 |        |      |
| 해평 교차로 | 국도 제25호선 (낙동대로)     | 구미시 |        |      |
| 해평교      |                              | 구미시 |        |      |
| 오상삼거리  | 강동로                       | 구미시 |        |      |